# Sphenomorphus cumingi
Sphenomorphus cumingi este o specie de șopârle din genul Sphenomorphus, familia Scincidae, descrisă de Gray 1845. A fost clasificată de IUCN ca specie cu risc scăzut. Conform Catalogue of Life specia Sphenomorphus cumingi nu are subspecii cunoscute.